# Luci Estaci Quadrat
Luci Estaci Quadrat (en llatí Lucius Statius Quadratus) va ser un magistrat romà del segle ii.
Va ser nomenat cònsol l'any 142, juntament amb Gai Cuspi Rufí. L'esmenten els Fasti.